# Bradley & Kaye
Bradley & Kaye was een Amerikaanse achtbaanbouwer uit Long Beach, Californië, dat zich halverwege de jaren 1940 oprichtte. Het bedrijf werd opgericht door David Bradley en Don Kaye en werd overgenomen door Chance Rides in 1986.
Er wordt gezegd dat het bedrijf een inspiratie en raadgever was voor Walt Disney die ongeveer 10 jaar later Disneyland Park in Anaheim opende in 1955.

## Achtbanen
De achtbanen van Bradley & Kaye staan voornamelijk in Noord-Amerika. Het bedrijf heeft één verplaatsbare stalen achtbaanmodel in hun assortiment, genaamd Little Dipper, welke gericht was op kinderen.
De eerste achtbaan werd gebouwd rond 1945 en in 1948 waren er 6 uitvoeringen geplaatst in een attractiepark met een permanente plaats en 8 achtbanen waren vervoerbare achtbanen die met kermissen meereisde.
Enkele voorbeelden van de Little Dipper zijn:
- Gulf Coaster in Six Flags Great America en California's Great Adventure
- Magic Flyer in Six Flags Magic Mountain
- Rockin' Roller in Six Flags St. Louis

In 1953 waren er al 26 exemplaren gemaakt. In de jaren 1970 werden er door Bradley & Kale nieuwe achtbaantreinen geproduceerd die ook een deel van de oude treinen vervingen.

## Andere attracties
Naast achtbanen produceerden Bradley & Kaye ook andere attracties gericht op kinderen, zoals een red baron en een luchtballonnencarrousel., Daarnaast heeft het in de jaren 1970 ook een aantal waterattracties gemaakt, zoals een boomstamattractie. Het bedrijf werd in 1986 overgenomen door Chance Rides.